# Loi Magnuson
La loi d'abrogation de l'exclusion chinoise de 1943 (Chinese Exclusion Repeal Act of 1943), également connue sous le nom de loi Magnuson, est une loi sur l'immigration proposée par le représentant américain (plus tard sénateur) Warren Magnuson (en) de l'État de Washington et promulguée le 17 décembre 1943 aux États-Unis. Elle autorise l'immigration chinoise pour la première fois depuis l'adoption de la loi d'exclusion des Chinois de 1882 et permet à certains immigrants chinois résidant déjà dans le pays de devenir des citoyens américains. Cependant, la loi Magnuson prévoit le maintien de l'interdiction de propriété de biens et d'entreprises par les Chinois de souche. Dans de nombreux États, les Américains d'origine chinoise (y compris les citoyens américains) se voient refuser le droit de propriété, soit par la loi, soit de facto, jusqu'à ce que la loi Magnuson elle-même soit entièrement abrogée en 1965.
Cette loi est la première législation depuis 1870 à assouplir les barrières raciales et nationales à l'immigration aux États-Unis et ouvre la voie à la législation et à la politique d'immigration totalement non raciales qui entrera en vigueur à la fin des années 1960.
La loi Magnuson est promulguée le 17 décembre 1943, deux ans après que la République de Chine soit officiellement devenue une nation alliée des États-Unis pendant la Seconde Guerre mondiale. Bien que considérée comme une évolution positive par beaucoup, elle est particulièrement restrictive pour les immigrants chinois, les limitant à un quota annuel de 105 nouveaux visas d'entrée. Le quota aurait été déterminé par la loi sur l'immigration de 1924, qui fixe l'immigration en provenance des pays éligibles à 2% du nombre de personnes de cette nationalité vivant déjà aux États-Unis en 1890. Cependant, le nombre arrivé à 105 par an accordé aux Chinois est disproportionnellement bas (le quota aurait dû être de 2 150 par an, car les chiffres officiels du recensement placent la population de Chinois de souche vivant aux États-Unis en 1890 à 107 488 personnes). Quelle que soit la méthode de calcul, le nombre d'immigrants chinois autorisés à entrer aux États-Unis est disproportionnellement faible par rapport à l'immigration autorisée d'autres nationalités et ethnies. L'immigration chinoise augmente ensuite avec l'adoption de la loi sur l'immigration et la nationalité de 1952 (en), qui abolit les barrières raciales directes et plus tard par la loi sur l'immigration et la nationalité de 1965, qui abolit la formule des origines nationales.